# Gianni Caldana
Giacinto Caldana detto Gianni (Vicenza, 19 novembre 1912 – Sirmione, 6 settembre 1995) è stato un lunghista, ostacolista e velocista italiano, medaglia d'argento con la staffetta 4 × 100 m ai Giochi olimpici di Berlino 1936.

## Biografia
Ai Giochi olimpici di Berlino 1936 fu anche 12º nel salto in lungo ed eliminato al 1º turno, nei 110 metri ostacoli.

## Palmarès
| Anno | Manifestazione  | Sede    | Evento         | Risultato | Prestazione | Note |
| ---- | --------------- | ------- | -------------- | --------- | ----------- | ---- |
| 1936 | Giochi olimpici | Berlino | 110 m hs       | Batteria  | 15"1        |      |
| 1936 | Giochi olimpici | Berlino | 4 × 100 m      | Argento   | 41"1        |      |
| 1936 | Giochi olimpici | Berlino | Salto in lungo | 12º       | 7,26 m      |      |

## Campionati nazionali
1931
- Bronzo ai campionati italiani assoluti, 110 m hs - 16"0

1933
- Argento ai campionati italiani assoluti, decathlon - 5906,05 p.

1935
- Argento ai campionati italiani assoluti, salto in lungo - 7,08 m
- Argento ai campionati italiani assoluti, decathlon - 5665 p.

1936
- Argento ai campionati italiani assoluti, staffetta 4x100 m - 42"5

1938
- Argento ai campionati italiani assoluti, staffetta 4x100 m - 42"6

1942
- Argento ai campionati italiani assoluti, 110 m hs - 15"6
- Bronzo ai campionati italiani assoluti, salto in lungo - 7,06 m
- Oro ai campionati italiani assoluti, staffetta 4x100 m - 42"6

1943
- Bronzo ai campionati italiani assoluti, salto in lungo - 6,73 m

1946
- Bronzo ai campionati italiani assoluti, 110 m hs - 15"4